# Рогинский, Яков Яковлевич
Я́ков Я́ковлевич Роги́нский (9 [21] мая 1895, Могилёв — 28 мая 1986, Москва) — советский антрополог, один из крупнейших советских исследователей антропогенеза, выдающийся педагог, воспитавший несколько поколений студентов. Участник Первой мировой и Гражданской войн.

## Биография
Родился в семье Якова Львовича Рогинского, кандидата права, и Александры Матвеевны Рессер, преподавателя музыки. Учился в московской гимназии имени И. и А. Медведниковых. По воспоминаниям Надежды Вольпин, осенью 1919 года бывал на заседаниях поэтического кружка «Зелёная мастерская». Окончил физико-математический факультет МГУ в 1925 году.
С 1926 по 1929 годы — профессор этнологического факультета 1-го МГУ. В 1927 году учился в аспирантуре Антропологического института 1-го МГУ. Участвовал в экспедиции по изучению тунгусо-маньчжурских народностей. Летом 1927 года совместно с Б. А. Куфтиным и М. Г. Левиным исследовал эвенков Прибайкалья, в 1928 году под руководством Куфтина было продолжено изучение ороков восточного Сахалина и удэгейцев в районе р. Хора.
19 января 1934 года арестован по политическому делу, 2 апреля того же года приговорён по обвинению в антисоветской агитации (ст. 58-10 УК РСФСР) коллегией ОГПУ к высылке в Северный край на 3 года условно. Отправлен в бессрочную командировку в Воронеж, где общался с О. Э. Мандельштамом. Яков Яковлевич был хорошо знаком с поэтом, так как дружил с братом Н. Я. Мандельштам — Евгением Яковлевичем Хазиным.
В 1942 году в эвакуации в Ашхабаде — профессор и исполняющий обязанности заведующего кафедрой дарвинизма. В 1946 году защитил диссертацию на соискание степени доктора биологических наук на тему «Некоторые антропологические вопросы в проблеме происхождения современного человека». Тогда же, в 1946 году, стал лауреатом премии им. М. В. Ломоносова III степени за работу (в рукописи) «Теории моноцентризма и полицентризма в проблеме происхождения Homo sapiens и его рас». С 1950 года — профессор МГУ; в течение многих лет читал курсы: «Этническая антропология», «Введение в антропологию», «Специальные главы антропогенеза», «Антропология СССР», «Антропогенез», «Палеоантропология СССР», «История антропологии».
С 1964 по 1975 годы — заведующий кафедрой антропологии биолого-почвенного (позднее биологического) факультета Московского университета. В 1975—1986 годах — профессор-консультант той же кафедры.
Похоронен на Введенском кладбище (3 уч.).

### Научные интересы
Основные работы касались вопросов возникновения современного вида Homo sapiens (человека разумного), расоведения и морфологии человека. В частности, Я. Я. Рогинский много работ посвятил критическому разбору гипотезы существования «пресапиенса» в Европе. Также разрабатывал проблему «разрывов постепенности» и скорости эволюции предков человека. Важной составляющей научного наследия Я. Я. Рогинского является изучение основных типов характера и их становлению в эволюции человека. Существенна разработка философских аспектов антропогенеза.
Возглавлял в 1953 году комиссию по выемке и дальнейшей реконструкции скелета мальчика из Староселья, открытого А. А. Формозовым. Она включала крупных специалистов, таких как С. Н. Замятнин, М. М. Герасимов (позднее реконструировал портрет ребёнка) и отнесла костные останки человека из Староселья к верхне-мустьерской эпохе. Сама находка и выводы комиссии стали объектом большой научной дискуссии о переходных формах сапиенса.

## Ученики
- В. М. Харитонов, диплом, 1969, дисс. к.б.н., 1974[14]
- Генрих Хрустов[15]

Вспоминает Юлия Борисовна Гиппенрейтер:

Профессором антропологии у нас был замечательный ученый и педагог Яков Яковлевич Рогинский. Он был влюблён в свою науку, а мы, студенты, были влюблены в него и в его лекции. О чём бы ни рассказывал Яков Яковлевич — о человеческих расах, строении черепов или доисторических предках человека — всё звучало в его устах как волшебная сказка. Его глаза светились, мягкий голос звучал вдохновенно и завораживающе, его волнение по поводу какой-нибудь детали или археологической находки передавалось и нам. Мы любили этот предмет, и почти все сдавали экзамен на «отлично». Прошло несколько десятков лет, но и теперь, собравшись, мы с большой теплотой вспоминаем любимого учителя и его волнующие истории о «наших чудесных предках» — питекантропах и неандертальцах.
- Миклашевская, Наталья Николаевна

## Семья
- Дед — Эммануил Львович (Лейвикович) Рогинский, уроженец Рогачёва, управляющий отделением банка в Могилёве; бабушка — Гита Несанеловна Лурье[17].
- Дядя — Григорий Эммануилович Рогинский (1890—?), юрист.
- Дядя — Лев Эммануилович Рогинский, экономист.
- Двоюродная сестра отца  — художник Евгения Пастернак.
- Двоюродный брат — художник Михаил Рогинский.
- Дядя — Михаил Матвеевич Рессер (1863—?), старший врач больницы Бахрушиных в Москве.

## Награды
Награждён орденом «Знак Почёта» и медалями.
Лауреат премии имени М. В. Ломоносова (1946) за работу «Теория моноцентризма и полицентризма в проблеме происхождения Homo sapiens и его рас».

## Адреса
1934 — Москва, ул. Каляевская, 36, кв, 13.
1961—1986 — Москва, Ломоносовский проспект, д. 33, корп. 1.

## Публикации

### Книги
- Бунак В. В., Нестурх М. Ф., Рогинский Я. Я.  Антропология. Краткий курс. — М.: Учпедгиз, 1941. — 380 с.
- Рогинский Я. Я.  Н. Н. Миклухо-Маклай. — М.: Изд-во «Правда», 1948. — 24 с.
- Рогинский Я. Я.  Новые теории происхождения человека. — М.: Изд-во «Правда», 1948. — 29 с.
- Рогинский Я. Я.  Теории моноцентризма и полицентризма в проблеме происхождения современного человека и его рас. — М.: Изд-во Моск. ун-та, 1949. — 155 с.
- Рогинский Я. Я., Левин М. Г.  Антропология. — М.: Изд-во Моск. ун-та, 1955. — 502 с. (2-е издание: М.: Высшая школа, 1963. — 485 с.; 3-е издание: М.: Высшая школа, 1978. — 530 с.)
- Рогинский Я. Я.  Проблемы антропогенеза. — М.: Высшая школа, 1969. — 263 с. (2-е издание: М.: Высшая школа, 1977. — 264 с.)
- Рогинский Я. Я.  Об истоках возникновения искусства. — М.: Изд-во Моск. ун-та, 1982. — 32 с.

### Статьи
- Рогинский Я. Я. Помолодение в процессе человеческой эволюции (изложение и критика теории Л. Болька) // Антропологический журнал, 1933, № 3.
- Рогинский Я. Я. К вопросу о периодизации процесса человеческой эволюции // Антропологический журнал, 1936, № 3.
- Рогинский Я. Я. Проблема происхождения Homo sapiens (по данным работ последнего десятилетия) // Успехи современной биологии, 1938, т. IX, вып. 1 (4). — С. 132—133.
- Рогинский Я. Я. Некоторые проблемы позднейшего этапа эволюции человека в современной антропологии // Тр. ин-та этнографии АН СССР, 1947, т. 2.
- Рогинский Я. Я. К вопросу о древности человека современного типа (место сванскомбского черепа в системе гоминид) // Советская этнография, 1947, № 3.
- Рогинский Я. Я. Происхождение современного человека и теория «полиицентризма» // Советская этнография, 1947, № 1.
- Рогинский Я. Я. Закономерности пространственного распределения групп крови у человека // Труды института этнографии имени Н. Н. Миклухо-Маклая. Новая серия. Том I. Памяти Д. Н. Анучина (1843—1923). — М.-Л.: Изд-во Акад. наук СССР, 1947.
- Рогинский Я. Я. Выступление на совещании по проблеме происхождения Homo sapiens // КСИЭ, 1950, № 9.
- Рогинский Я. Я. Основные антропологические вопросы в проблеме происхождения современного человека // ТИЭ. М., 1951. Т. 16.
- Рогинский Я. Я. К вопросу о переходе от неандертальца к человеку современного типа // Советская этнография, 1954, № 1.
- Рогинский Я. Я. Морфологические особенности черепа ребёнка из позднемустьерского слоя пещеры Староселье // Советская этнография, 1954, № 1.
- Рогинский Я. Я. Некоторые проблемы происхождения человека // Советская этнография, 1956, № 4.
- Рогинский Я. Я. О некоторых общих вопросах теории антропогенеза // Вопросы философии, 1957, № 2.
- Рогинский Я. Я. О проблеме «пресапиенса» в современной литературе // Советская этнография, 1959, № 6.
- Рогинский Я. Я. О формировании пропорций тела путём усиления градиентов роста (в связи с проблемой антропогенеза) // Вопросы антропологии, 1960, вып. 2.
- Рогинский Я. Я. 1964. Проблема прародины человека современного типа // Наука и человечество, 1964, вып. 3. — С. 36—52.
- Рогинский Я. Я. 1965. Изучение палеолитического искусства и антропология // Вопросы антропологии, 1965, вып. 21. — С. 151—158.
- Рогинский Я. Я.  Палестинские и близкие им формы гоминид // Ископаемые гоминиды и происхождение человека. — М.: Наука, 1966. — (Тр. ин-та этнографии АН СССР, нов. сер., т. 92). — С. 182—204.
- Рогинский Я. Я.  Внеевропейские палеоантропы // Ископаемые гоминиды и происхождение человека. — М.: Наука, 1966. — (Тр. ин-та этнографии АН СССР, нов. сер., т. 92). — С. 205—226.

## Комментарии
1. ↑  Реабилитирован только в апреле 2002 года прокуратурой г. Москвы[6], одновременно с проходившим вместе с ним по этому делу  археологом А. А. Захаровым[7].
2. ↑  Н. Я. Мандельштам пишет: «В мае 35 года <…> ещё приехал Яша Рогинский — антрополог. Он читал какой-то курс в университете»[9]. Возможно, однако, что Я. Я. Рогинский был в Воронеже уже с весны 1934-го года..